# Ichneumon melanostygma
Ichneumon melanostygma là một loài tò vò trong họ Ichneumonidae.